# Vera Ilona
Vera Ilona (eredeti neve: Verhás Veronika Ilona) (Budapest, 1911. november 21. – Budapest, 1943. április 17.) magyar táncosnő. Férje, Harangozó Gyula táncművész volt.

## Életpályája
Szülei: Verhás Mihály és Zsabka Hermin. A Magyar Állami Operaház balettiskolájának növendéke volt 1917-től, ahol Brada Ede oktatta. 1926–1932 között a karban táncolt. 1932–1943 között operai magántáncosnő volt. 1937-ben tanulmányúton járt a Magyar Operabarátok Egyesületének ösztöndíjasaként. 1938–1943 között az Magyar Állami Operaház szólótáncosnője volt.
Finom mozgású, jól képzett táncos; alakításairól a korabeli sajtó elismerően emlékezett meg.
Sírja az Óbudai temetőben látogatható (36-1-744).

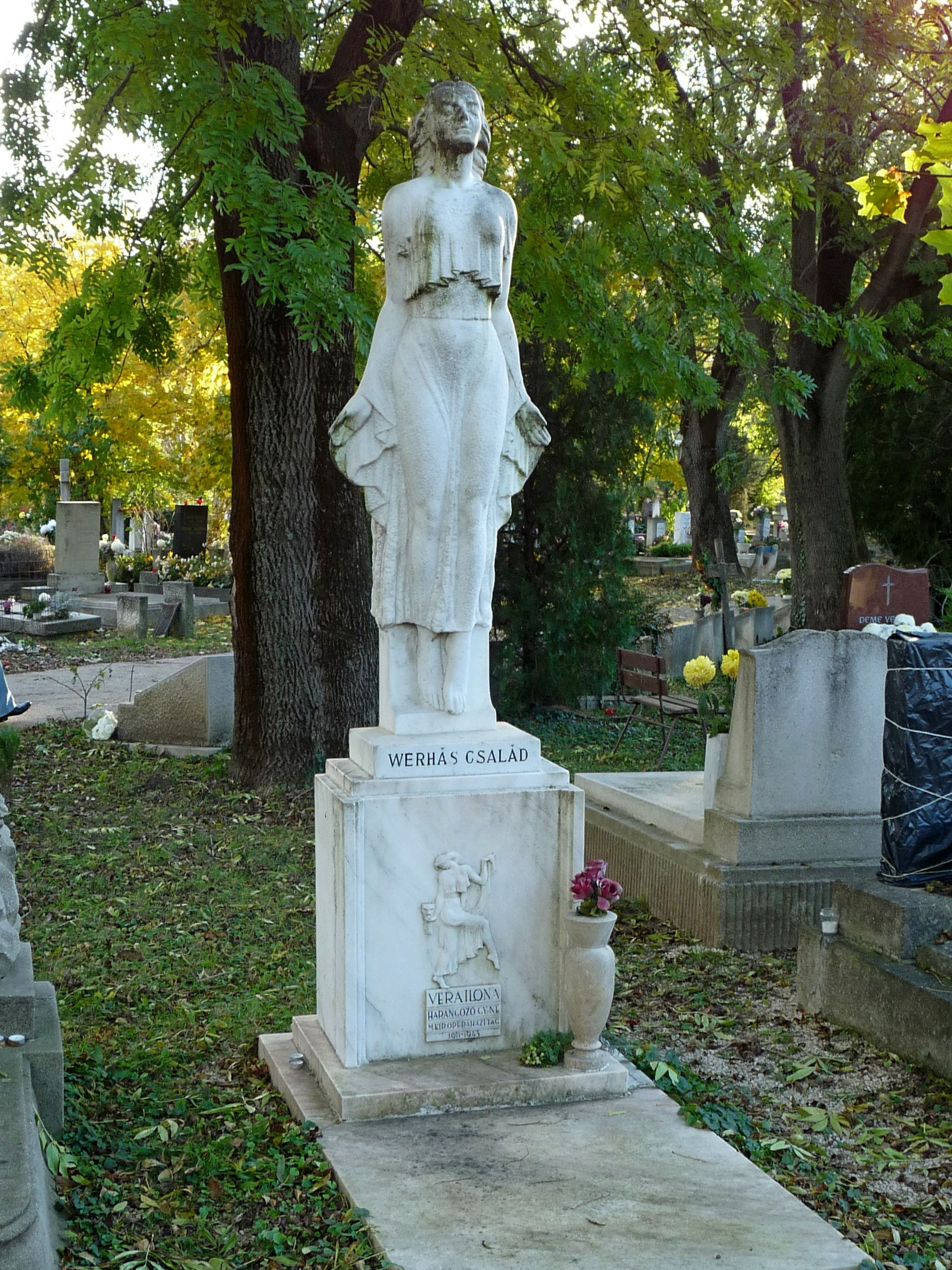
Vera Ilona (1911–1943) magyar táncművész síremléke. Gáldi Gyula szobrász alkotása (1972) az Óbudai temetőben található (36-1-744)

## Színházi szerepei
- Csajkovszkij: Romeo és Julia....Julia
- Liszt: Szerelmi álmok....Psyche
- Schumann: Karnevál....Colombina
- Milhaud: Francia saláta....Rosetta

## Filmjei
- Dankó Pista (1940)
- Életre ítéltek! (1941)